# Wamba (Valladolid)
Wamba ist ein Ort und eine spanische Gemeinde (municipio) mit 295 Einwohnern (Stand: 2024) im Zentrum der Provinz Valladolid in der Autonomen Region Kastilien-León. 

## Lage und Klima
Die ca. 785 m hoch gelegene Gemeinde Wamba liegt in der Iberischen Meseta knapp 16 km (Fahrtstrecke) westnordwestlich von Valladolid. Das Klima im Winter ist kalt, im Sommer dagegen warm bis heiß; der spärliche Regen (ca. 517 mm/Jahr) fällt verteilt übers ganze Jahr.

## Bevölkerungsentwicklung
| Jahr      | 1970 | 1981 | 1991 | 2001 | 2011 | 2021 |
| Einwohner | 726  | 558  | 547  | 401  | 364  | 314  |

Der Bevölkerungsrückgang den 1950er Jahren ist im Wesentlichen auf die Mechanisierung der Landwirtschaft und die Aufgabe von bäuerlichen Kleinbetrieben zurückzuführen (Landflucht). Der erneute Anstieg der Einwohnerzahlen im 21. Jahrhundert hängt zusammen mit der wirtschaftlichen Entwicklung und der räumlichen Nähe zur Großstadt Valladolid.

## Sehenswürdigkeiten

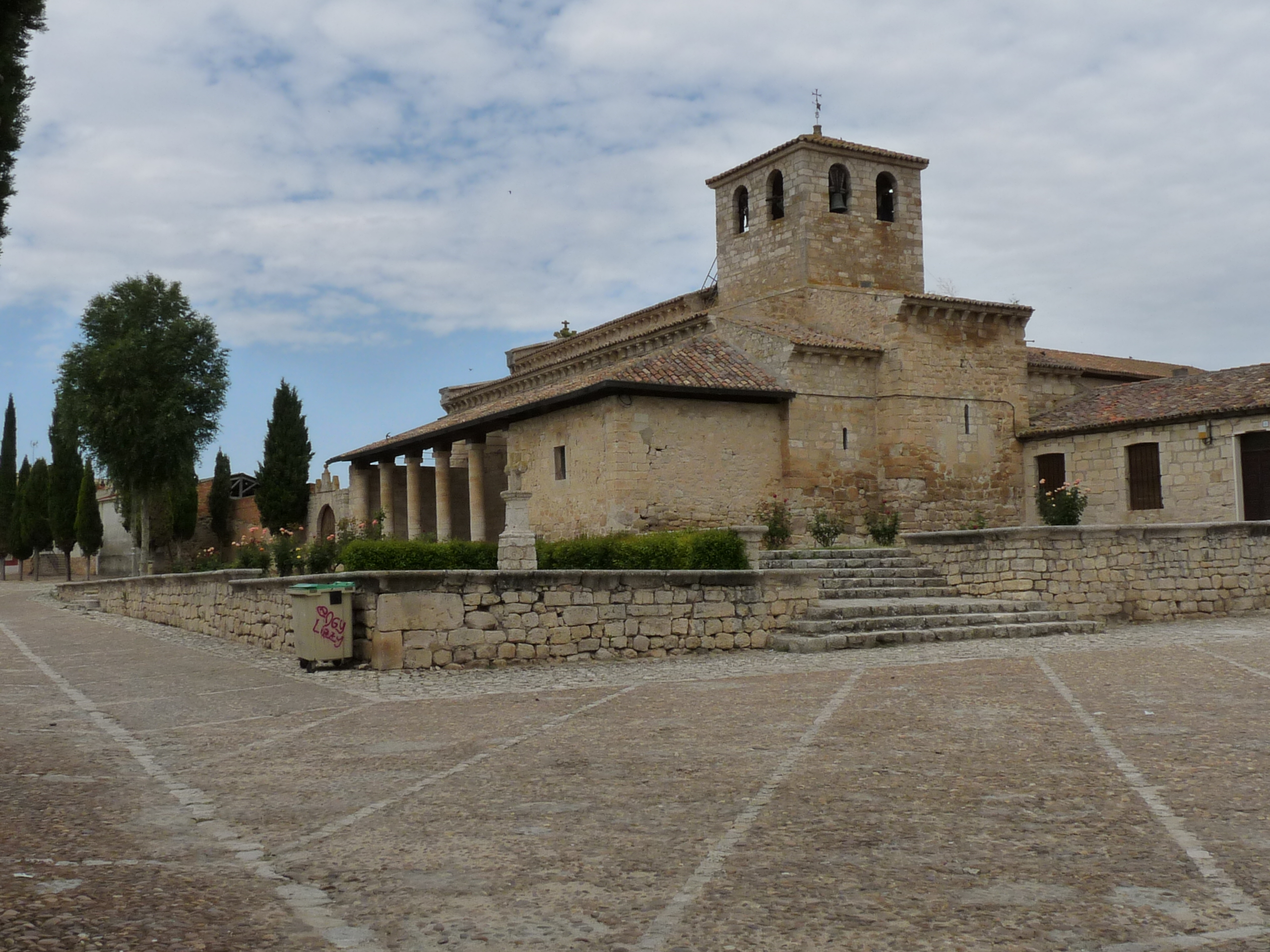
Marienkirche
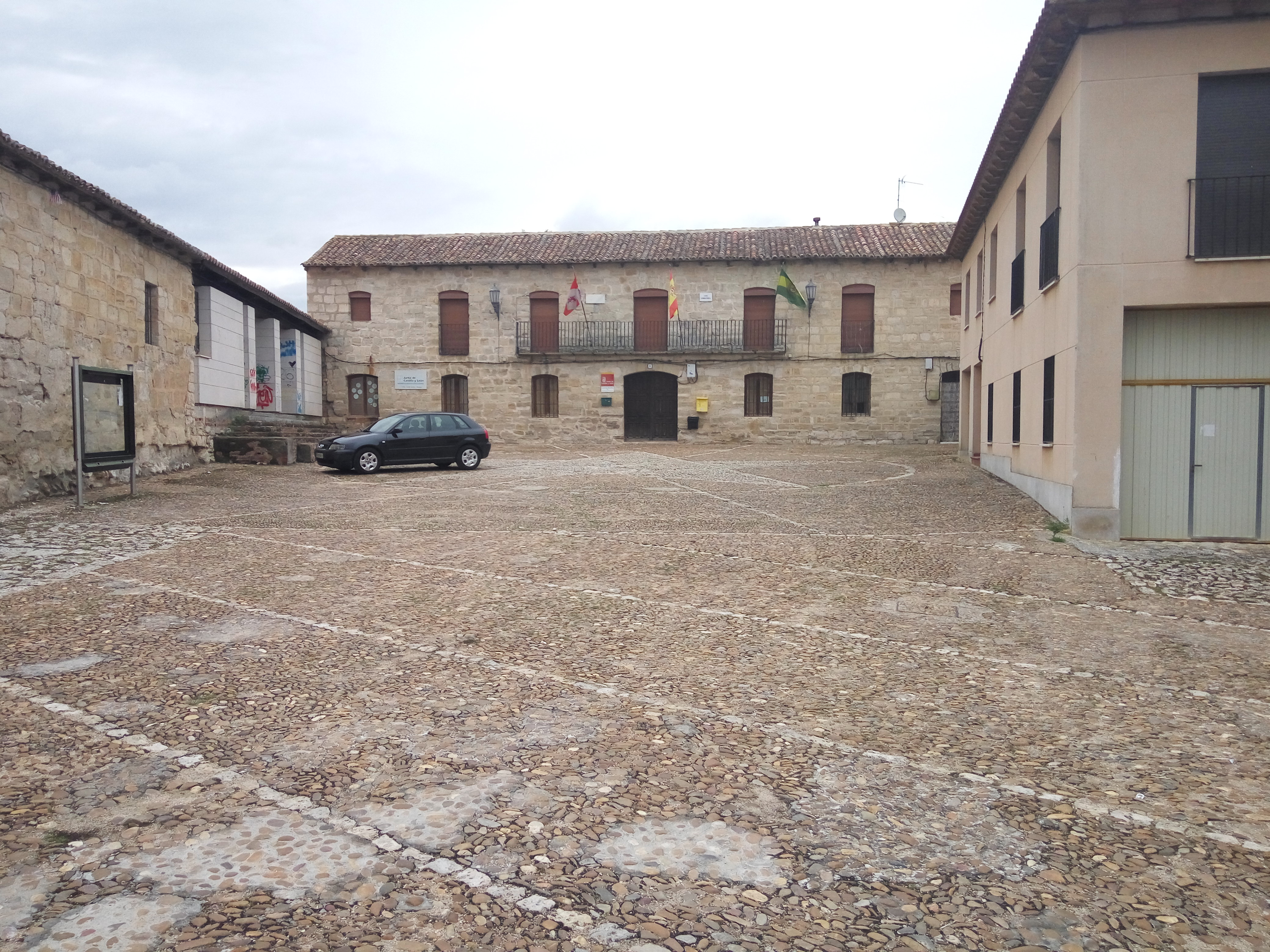
Rathaus

- Marienkirche
- Rathaus